# Joaquim Maggioni i Casadevall
Joaquim Maggioni i Casadevall (Girona, 1931 - Saragossa, 16 de maig de 1995) va ser un polític i arquitecte català.
El seu pare, que també es deia Joaquim, anà a Girona nomenat arquitecte municipal i va fer obres com la Sala d'Exposicions de la Rambla. El fill, Maggioni i Casadevall, va treballar com arquitecte en diverses obres de Girona, i quan es va traslladar a Saragossa mantingué el contacte amb la capital gironina. Va fer els monestirs cistercencs de Saragossa i de Santa Maria de Solius. Considerava que un monestir del segle xx havia de recollir la tradició monàstica, utilitzar les tècniques recents i tenir en compte que hi vivien persones. Comoditat, funcionalitat, austeritat i modernitat són els trets principals de les seves obres. A l'Aragó, a més del monestir de Santa Llúcia, va fer la Delegació d'Hisenda i el número 2 del passeig de Pamplona. Com arquitecte va rebre guardons com el Ricardo Magdalena.
Va ser militant del Partit Aragonès Regionalista (Par) des del 1986, diputat a les Corts d'Aragó, conseller del govern presidit per Hipólito Gómez de las Roces i conegut per haver estat l'impulsor de l'autovia entre el Port de Somport i Sagunt. Morí després d'una llarga malaltia oncològica. Està enterrat al cementiri de Saragossa.